# Rhabderemia mona
Rhabderemia mona är en svampdjursart som först beskrevs av de Laubenfels 1934.  Rhabderemia mona ingår i släktet Rhabderemia och familjen Rhabderemiidae. Inga underarter finns listade i Catalogue of Life.